# Mitre Sports International
Mitre Sports International Ltd., nota soprattutto come Mitre, è un produttore inglese di attrezzature sportive con sede a Wakefield. Mitre si occupa principalmente di calcio, ma fornisce anche attrezzature (soprattutto palloni) per altri sport. Fondata nel 1817 a Huddersfield, l'azienda è una delle più antiche al mondo nel suo genere. Mitre è attualmente una filiale del gruppo a conduzione familiare britannico Pentland Group.
I prodotti fabbricati e commercializzati da Mitre comprendono attrezzature sportive per il calcio (palloni, divise, linee di abbigliamento), il rugby (palloni, maglie da allenamento), la pallacanestro (palloni) e il netball (palloni, anelli). Mitre offre anche un elenco di accessori per questi sport, come borse, marcatori di spazio, bottiglie d'acqua, coni di sicurezza, tra gli altri.
Il pallone “Delta” è stato utilizzato in alcuni campionati professionistici del Regno Unito, tra cui la Football League Cup, la Football League, la Scottish Premiership, la Welsh Premier Division e il Football League Trophy. Mitre fornisce anche molte altre competizioni, tra cui la Isthmian League, la Evo-Stik Southern League, la Spartan South Midlands League e molte altre. A livello internazionale, Mitre utilizza i suoi palloni in diverse competizioni, tra cui l'AFF Championship e la Singapore Premier League.

## Storia
Nel 1817, Benjamin Crook aprì la sua conceria a Huddersfield, in Inghilterra, dandole il proprio nome. L'origine del nome è legata all'amicizia di lunga data tra Crook e il vescovo del paese. Successivamente, Crook si rifece il copricapo cerimoniale indossato dai vescovi nel cristianesimo tradizionale, la mitra, per dare il nome alla sua azienda.
Mitre produceva palloni da calcio e da rugby per i club di tutto il mondo e nel 1959 l'azienda si espanse nel settore del cricket, della pelle morbida e delle borse. Un anno dopo seguirono le calzature sportive. Nel 1964, Denis Law, calciatore di spicco del Manchester United, divenne il primo testimonial ufficiale di Mitre. Due anni dopo Mitre divenne il fornitore ufficiale di palloni per la Football Association inglese e per i successivi quarant'anni la finale della FA Cup si sarebbe giocata con un pallone Mitre.
Nel 1977, Muhammad Ali ha indossato Mitre nel suo 59° incontro da professionista contro Leon Spinks a New Orleans e Stuart Pearce ha indossato scarpe da calcio Mitre. Mitre è stato anche il fornitore ufficiale di palloni per la Coppa del Mondo di rugby del 1987, ospitato congiuntamente da Australia e Nuova Zelanda. Nel 1992, Mitre è diventato il fornitore ufficiale di palloni della neonata FA Premier League, introducendo i suoi palloni sintetici al posto di quelli in cuoio, utilizzati in precedenza. Nel 2003, il pallone Mitre è stato utilizzato nei Campionati mondiali di netball tenutisi in Giamaica. Anche la nazionale inglese di netball ha partecipato al torneo indossando abbigliamento Mitre. 
Nel 2000, Mitre arriva in Argentina, firmando accordi con diversi club di Primera División. Il Newell's Old Boys, l'Estudiantes de La Plata, l'Unión de Santa Fe, il Belgrano de Córdoba, l'Arsenal de Sarandí e il Chacarita Juniors sono state le prime squadre a indossare le divise dell'azienda britannica. L'ex calciatore e ambasciatore dell'UNICEF George Weah ha collaborato con Mitre nel 2004 per donare 5.000 palloni da calcio ai bambini svantaggiati della Liberia e altrettanti ai bambini iracheni. Due anni dopo, il giocatore di cricket australiano, Shane Warne, è stato ingaggiato come testimonial delle calzature e delle protezioni dell'azienda.   

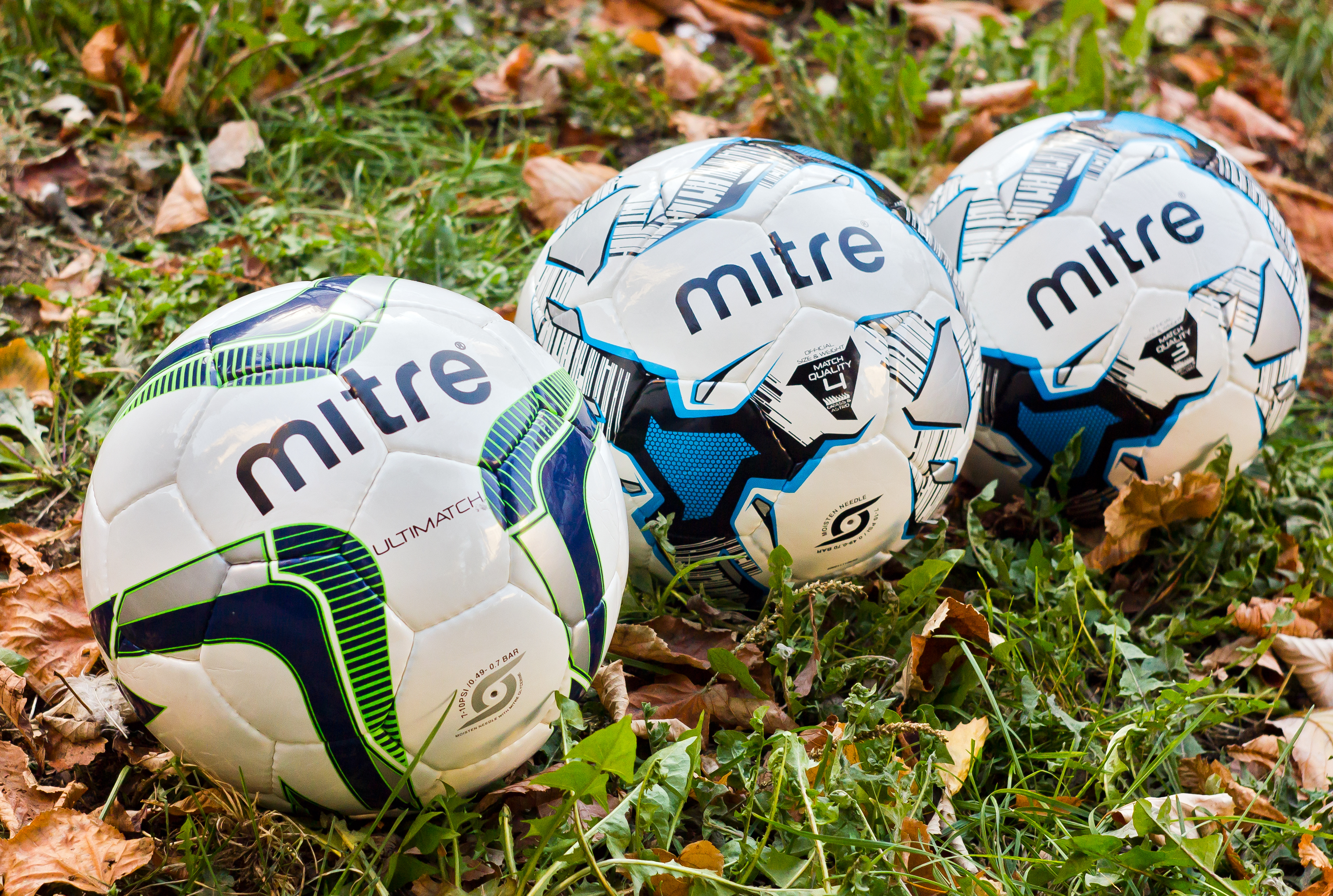
I palloni da calcio Ultimatch, prodotti da Mitre

Nel 2007, Mitre ha lanciato il suo nuovo pallone da calcio Revolve in tutte le competizioni della EFL, in cui, per la prima volta, ogni club ha giocato con il proprio pallone colorato e con il proprio marchio. Successivamente, Mitre rientra anche nel mercato dell'abbigliamento con accordi per la fornitura di equipaggiamento sportivo con l'Ipswich Town e l'Huddersfield Town. Nel 2008, l'azienda ha ingaggiato il giocatore degli All Black Luke McAlister come testimonial della sua gamma di prodotti per il rugby. Nello stesso anno, ha firmato un accordo con la nazionale di calcio di El Salvador per essere il suo fornitore esclusivo di divise. Nel 2009, Mitre ha ampliato la sua attività in Sud America, diventando il fornitore ufficiale di divise di molte squadre del campionato cileno.  
Nel giugno 2011, Mitre ha esteso il suo accordo con la Scottish Premier League per essere il fornitore ufficiale di palloni fino al 2015. Nel 2015, Mitre ha rilasciato la sua nuova tecnologia Hyperseam, che sarà presente nelle competizioni Football League e nella Scottish Premier League per gli anni a venire, dato che entrambe hanno annunciato nuovi accordi di sponsorizzazione per Mitre per continuare a essere il fornitore ufficiale di palloni. Nello stesso anno, Mitre ha anche iniziato a personalizzare i palloni da calcio come opzione regalo per i giovani appassionati di calcio. Nel 2016, l'azienda ha annunciato il suo accordo di sponsorizzazione per diventare lo sponsor ufficiale del pallone da gioco della Singapore Professional Football League. Mitre ha anche annunciato la sponsorizzazione dei guanti dei portieri singaporiani Nozawa Yosuke (Albirex Niigata Singapore), Khairulhin Khalid (Hougang United) e Beatrice Tan (Nazionale femminile di Singapore). La sponsorizzazione con Beatrice Tan ha segnato la prima volta che una calciatrice viene sponsorizzata a Singapore.     
Nel maggio 2017, Mitre ha riportato il design del pallone Delta come pallone da gioco ufficiale della English Football League a partire dalla stagione 2017/18. L'azienda ha anche lanciato la campagna “Legend Returns” per promuovere l'evento. Il pallone è stato presentato in diretta su Soccer AM e allo stadio di Wembley.

## Sponsorizzazioni

### Calcio

#### Club
- Grenades
- Estudiantes de Río Cuarto
- Club Atlético Gimnasia y Esgrima de Mendoza
- Los Andes
- Nueva Chicago
- San Martín de Mendoza
- Villa Mitre
- Deportes Tolima[14]
- Glenn Hoddle Academy
- General Díaz de Luque
- Berwick Rangers[15]
- Juventud de Las Piedras
- Nam Định
- Phu Dong Ninh Binh
- PVF-CAND

#### Associazioni
- ASEAN Cup[16]
- PFL
- FAW
- Liga Indonesia Baru
  - Liga 1
    - Indonesia President's Cup

  - Liga 2
  - Liga 3
- The FA[17]
- LFF
- LPF
- Coppa di Russia
- SPFL[18]
- FAS[19][20]
- NPSL
- VFF

#### Calciatori
- Mark Schwarzer
- Rodolfo Zelaya
- Neil Etheridge
- Wayne Hennessey
- Nozawa Yosuke
- Andrew Plummer
- Charlie Tan
- Danny Goldberg
- Joshua Bowers
- Liam O'Brien
- Luke Denis Le Seve
- Nick Jordan
- Nick Jupp
- Tom Smith
- Andrey Bukhlitskiy
- Beatrice Tan
- Khairulhin Khalid
- Chad Harpur
- Ian Joyce

### Netball

#### Associazioni
- Nazionale inglese
- Nazionale sudafricana

#### Giocatori
- Mo'onia Gerrard

### Rugby

#### Rugbisti
- Nick Macleod
- Richard Mustoe
- Aaron Liffchak
- Peter Bracken
- Luke McAlister
- Albert Van den Berg
- Johann Muller

## Precedenti sponsorizzazioni

### Calcio

#### Club
- Huddersfield Town (1999 – 2011)
- Ipswich Town (2008 – 2014)
- Norwich City (1994 – 1997)
- Notts County (1994 – 1997)
- Hibernian (1994 – 1998)
- Hammarby (1992 – 1993)

#### Nazionali
- Nazionale camerunese (1994 – 1995)
- Nazionale salvadoregna (2009 – 2017)
- Nazionale neozelandese

#### Associazioni
- Premier League (Palloni da gara, 1992 – 2000)
- English Football League (Palloni da gara, 1976 – 2021)